# Azumir Veríssimo
Azumir Luis Casimiro Veríssimo (Rio de Janeiro, 7 giugno 1935 – Rio de Janeiro, 2 dicembre 2012) è stato un calciatore brasiliano, di ruolo attaccante.

## Carriera
Fu capocannoniere del campionato portoghese nel 1962, realizzando 23 reti.